# Объединённая Конгрегационалистская Церковь Христа Денмарка
Объединенная Конгрегационалистская Церковь Христа Денмарка (англ. Denmark Congregational United Church of Christ) — церковь в Денмарке, штат Айова, США. 

## История
Церковь примечательна своей связью с преподобным Асой Тернером-младшим. Тернер был известным аболиционистом и сторонником движения за трезвость, пастором общины в первые годы её существования, был одним из первых миссионеров-конгрегационалистов в Айове и призывал Американское домашнее миссионерское общество (англ. American Home Missionary Society) направлять больше миссионеров на территорию Айовы. Результатом его просьб стало прибытие в 1843 году девяти молодых людей из Андоверской теологической семинарии. Известные как «Айовская группа» (англ. Iowa Band), они основали церкви в восточной части Айовы на основе церкви Тернера в Денмарке.

## Конструкция
Здание церкви представляет собой кирпичное строение с усеченной квадратной башней. Высокий, стройный шпиль был достроен в 1871 году, но был утерян во время шторма в 1953 году. Вместо того чтобы заменить шпить, наверху башни были созданы зубчатые стены. У основания башни расположен вестибюль с фронтоном. Боковые фасады имеют длину в три пролета, в каждом из которых имеется окно в форме круглой арки. Интерьер церкви прост. В 1958 году к западу от церкви было построено образовательное крыло, а на восточной стороне (дата неизвестна) был построен вестибюль, заменивший предыдущий вестибюль.

## Наследие
Здание церкви было включено в Национальный реестр исторических мест в 1977 году.